# 五氯苯
五氯苯（英語：Pentachlorobenzene，缩写PeCB）是一种有机氯芳香族化合物，分子式C6HCl5，其中苯环上的五个氢原子被氯原子取代。五氯苯曾在工业上有多种用途，但由于其是一种持久性有機污染物（POP），在2009年的斯德哥爾摩公約中被禁止使用。